# Noli me tangere (Giotto)
Pour les articles homonymes, voir Noli me tangere (homonymie).
Noli me tangere est une fresque réalisée vers 1303-1305 par le peintre italien Giotto di Bondone. Elle illustre l'épisode biblique au cours duquel Jésus ressuscité intime à Marie Madeleine de ne pas le toucher en prononçant les mots « Noli me tangere ». La composition est centrée sur l'un des deux anges assis au bord du tombeau ouvert, au pied desquels cinq sentinelles romaines sont endormies : porteur de l'étendard de la Résurrection, le Christ n'apparaît qu'à proximité de son bord droit, où il s'apprête à disparaître. La peinture fait partie du cycle de la chapelle des Scrovegni, à Padoue.

## Emplacement dans le cycle
Partie du Cycle de la vie du Christ, l'œuvre figure sur une des parois de la chapelle des Scrovegni, à Padoue, celle  du registre central inférieur, sur la troisième partie du mur Nord (à gauche en regardant vers l'autel), panneau no 37 immédiatement sous le panneau  no 25 (Résurrection de Lazare) surplombé par le panneau no 10 (Prière des croyants)  de la Vie de Marie. 

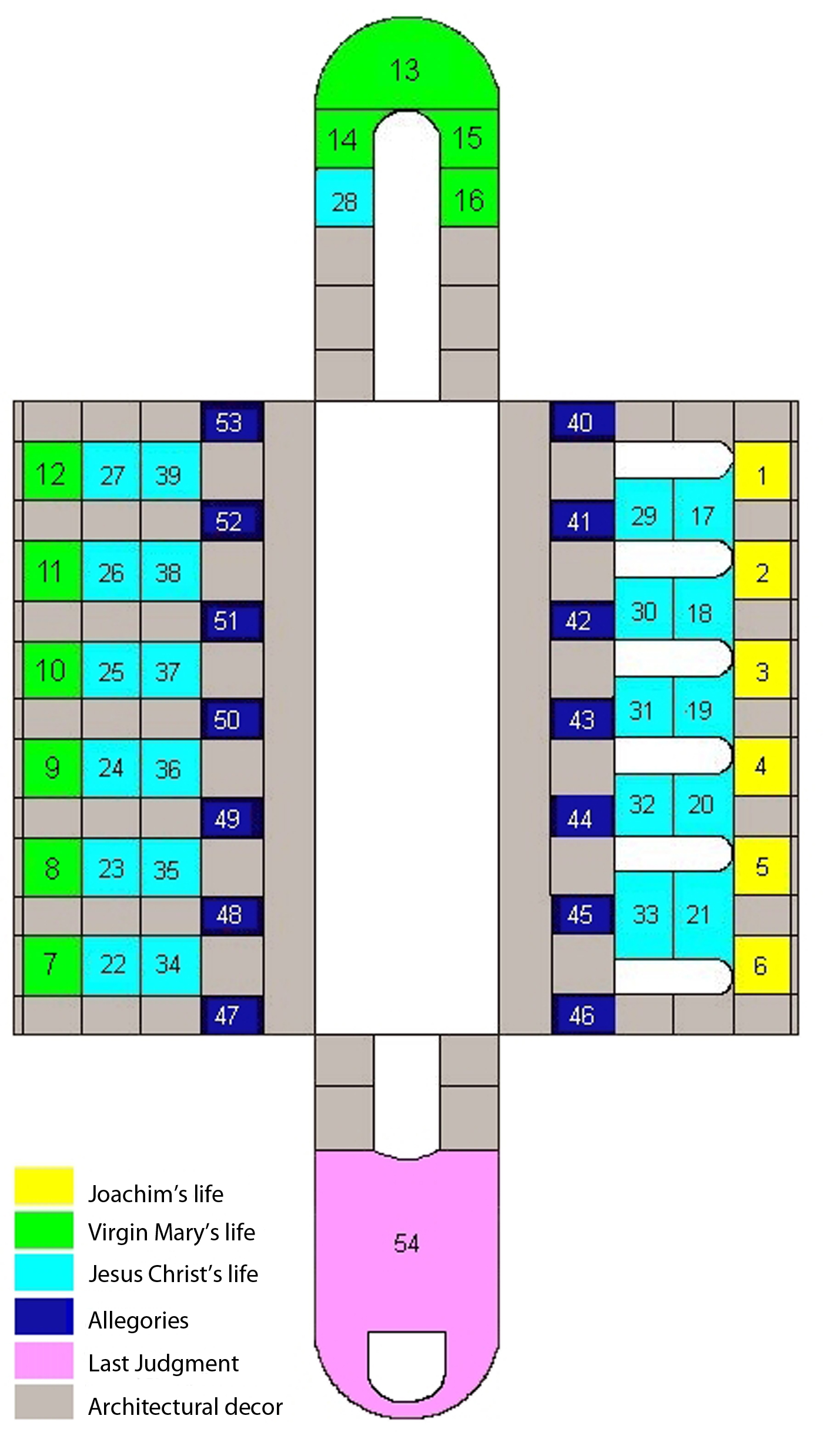
Plan des fresques.
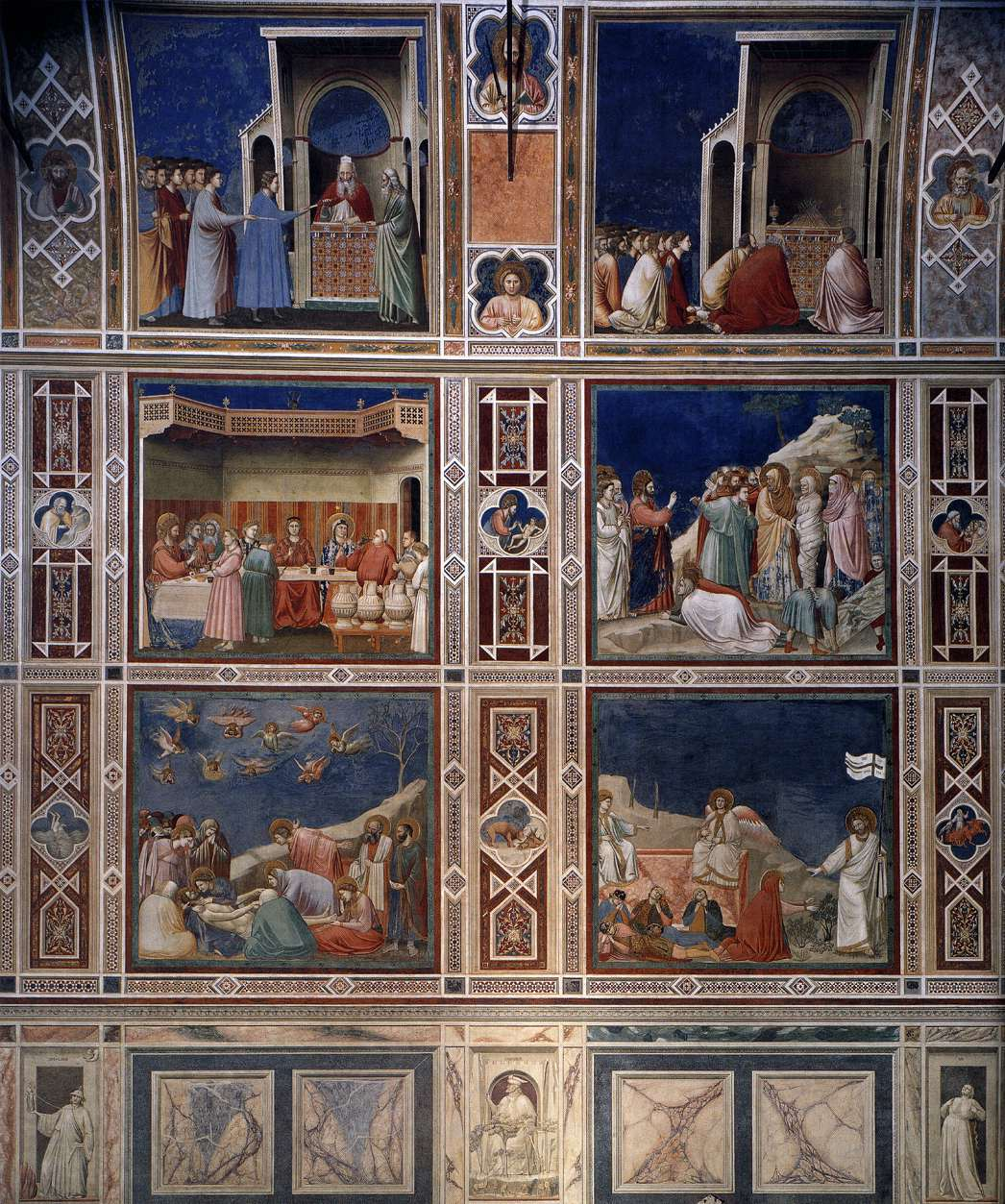
Panneaux 09 -1024 - 2536 - 37
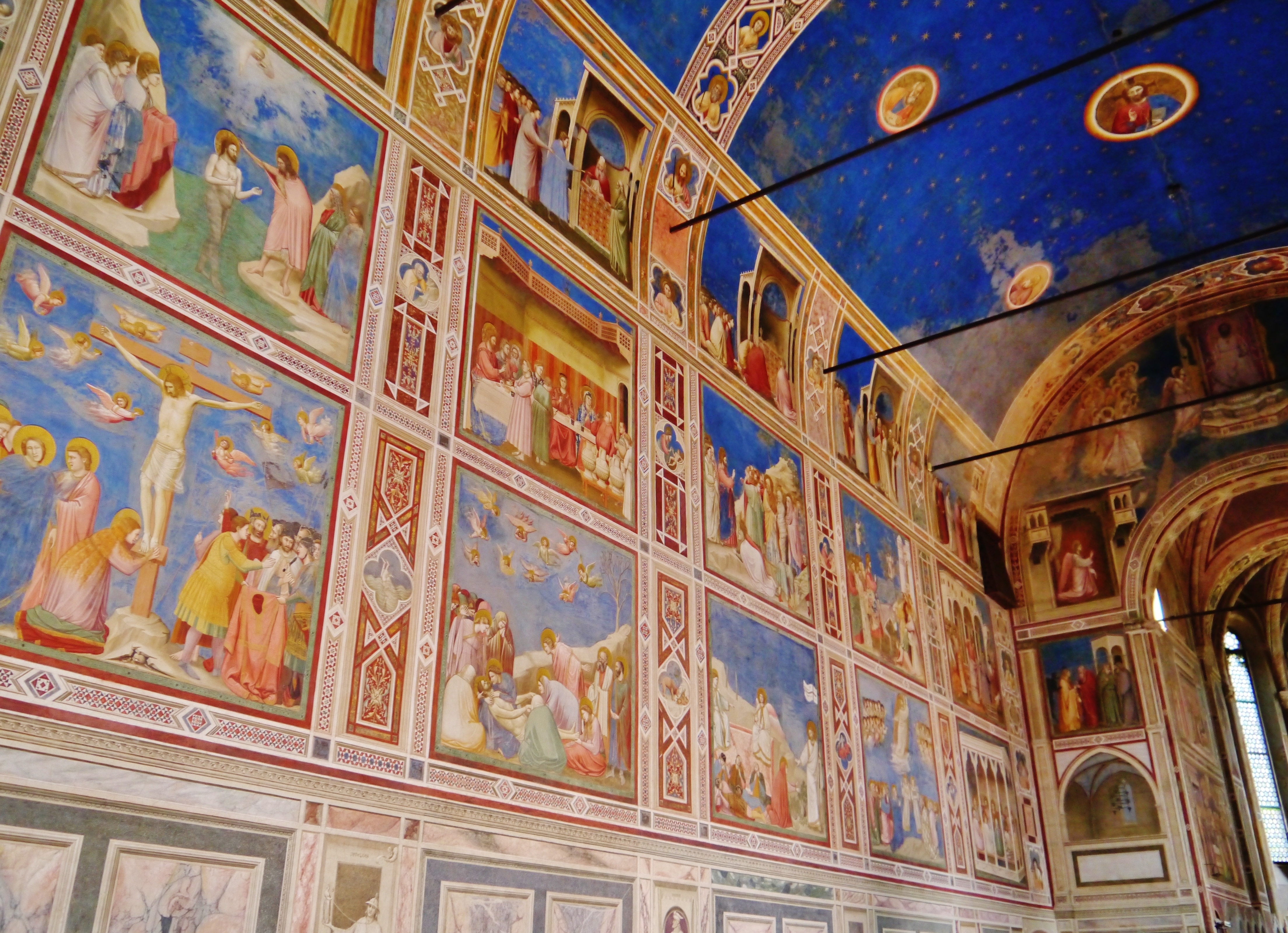
Mur orienté nord.

## Postérité
La fresque fait partie du musée imaginaire de l'historien français Paul Veyne, qui le décrit dans son ouvrage justement intitulé Mon musée imaginaire.